# Häagen-Dazs
Häagen-Dazs er en amerikansk virksomhed, der producerer is.
Virksomheden blev grundlagt i 1960 af Reuben og Rose Mattus i Bronx, New York. 
15. november 1976 åbnede de den første Häagen-Dasz-butik i Brooklyn og tilbød blot tre varianter: vanilje, chokolade og kaffe. Siden er virksomheden vokset og er i dag til stede i hele USA og i mange andre lande over hele verden. Produkterne forhandles både i supermarkeder, isbutikker og egne isbutikker.
I 1983 solgte Mattus virksomheden till The Pillsbury Company.

## Navnet
Namnet Häagen-Dazs er opfundet for at lyde skandinavisk, men ordene betyder ingenting, och digraferne "äa" och "zs" forekommer ikke i noget skandinavisk ord. Indenfor markedsføring kaldes dette foreign branding.
Reuben Mattus så, at Danmark var kendt for sine mejeriprodukter, og at de havde et godt ry i USA. Samtidig ville Mattus, der begge var af polsk-jødisk afstamning gerne hylde danskernes indsats for at redde jøder under 2. verdenskrig.
På de første Häagen-Dazs-emballager findes konturerne af Danmark og sågar navnet Copenhagen (København). Reubens datter Doris Hurley fortæller i dokumnetaren An Ice Cream Show (1999), at hendes far sad i flere timer ved køkkenbordet og fandt på ord indtil han kom på navnet, som han ønskede skulle være helt unikt.